# Eric Schildge
Eric Schildge (* 29. April 1988 in New Jersey) ist ein US-amerikanischer Radrennfahrer.
Schildge trat erstmals 2007 auf nationaler Ebene in Erscheinung, als er die U23-Wertung des Univest Grand Prix gewinnen konnte. 2009 gelang ihm ein Etappensieg sowie der Gewinn der Punktewertung beim Green Mountain Stage Race. Zur Saison 2010 wurde er beim Team Mountain Khakis-Jittery Joe’s Radprofi und siegte bei der Staatsmeisterschaft von New Jersey. Ein Jahr später wechselte er zum Team Jamis-Sutter Home und konnte auf der Schlussetappe der Tour do Rio seinen ersten Erfolg auf der UCI America Tour feiern.

## Erfolge
2011
- eine Etappe Tour do Rio

## Teams
- 2009 BikeReg.com/Cannondale
- 2010 Mountain Khakis-Jittery Joe’s
- 2011 Jamis-Sutter Home